# Indogrammodes
Indogrammodes is een geslacht van vlinders van de familie van de grasmotten (Crambidae), uit de onderfamilie van de Spilomelinae. De wetenschappelijke naam voor dit geslacht is voor het eerst gepubliceerd in 1989 door Jagbir Singh Kirti en H.S. Rose.
Dit geslacht is monotypisch, dat wil zeggen dat het maar één soort heeft namelijk Indogrammodes pectinicornalis (Guenée, 1854) uit India.